# Raïon de Rozdolné
Le raïon de Rozdolné (en ukrainien : Роздольненський район, en russe : Раздольненский район, en tatar de Crimée : Aqşeyh rayonı) est une subdivision administrative située en Crimée. Son centre administratif est la ville de Rozdolné.